# Natalie Wood
Natalie Wood (San Francisco, Kalifornija, 20. srpnja 1938. - Catalina Island, Kalifornija, 29. studenog 1981.), pravim imenom Natalia Nikolaevna Zakharenko, bila je američka glumica. Najpoznatiji filmovi su joj "Buntovnik bez razloga", "Priča sa zapadne strane" "Sjaj u travi" i "Tragači".

## Mlade godine
Natalie Wood je rođena 1938. u San Franciscu kao kći ruskih pravoslavnih imigranata Nikolaja i Marije Zaharenko, koji su jedva govorili engleski kada su se preselili u SAD. Roditelji su si kasnije promijenili prezime u Gurdin, tako da se ona od svoje 4. godine zvala Natasha Gurdin. S obzirom na svoje rusko porijeklo, znala je tečno govoriti i engleski i ruski. Natalie je već kao malo dijete započela karijeru filmovima (“Čudo na 34. ulici” iz 1947. ) pod strogim nadzorom majke. Njena sestra Lana Wood je bila također glumica te je nastupila i u Playboyu, dok je njen otac Nikolai opisan kao pasivni alkoholičar koji je činio sve što mu je rekla supruga.

## Karijera
S nepunih 17 godina je snimila već 18 filmova, ali je htjela "ozbiljnu" ulogu te je uspjela izboriti ulogu u slavnoj drami “Buntovnik bez razloga” (1955.) Nicholasa Raya koji ju je izvukao iz kategorije dječjih zvijezda. Navodno je tijekom snimanja imala aferu s redateljem Rayom i glumcem Dennisom Hopperom, ali ne i sa zvijezdom Jamesom Deanom. Za tu je ulogu nominirana za Oscara za najbolju sporednu glumicu.
Kasnije su uslijedile uloge u slavnim filmovima “Tragači” i “Priča sa zapadne strane” (koja je osvojila Zlatni globus i Oscara za najbolji film). Za ulogu spolno frustrirane tinejdžerke u drami “Sjaj u travi” i djevojke koja planira napraviti pobačaj u “Ljubav s potpunim strancem” je ponovno nominirana za Oscara, ovog puta za glavnu ulogu. Time je postala prva - i za sad jedina osoba - koja je izborila čak tri nominacije za Oscara u kategoriji-Najbolja glumica i to do svoje 25. godine.Godine 1966. je uzela trogodišnju pauzu od filmova kako bi više bila sa svojom obitelji (te je navodno zbog toga odbila ulogu u klasiku "Bonnie i Clyde"). Čak i kada se vratila filmu, snimala je sve rjeđe tijekom 1970-ih. Osvojila je 3 Zlatna globusa; dva je dobila u kategoriji za "Najobećavajuća Nova zvijezda", a jedan za ulogu u TV seriji “Odavde do vječnosti” iz 1980.
Elvis Presley i Warren Beatty također su bili neki od slavnih osoba s kojima je imala ljubavnu vezu.
Njen brak s glumcem Robertom Wagnerom je bio vrlo buran, ali njih dvoje su živjeli zajedno sve do njene smrti.

## Smrt
1981. Wood se utopila i preminula sa samo 43 godine dok je jahta njenog supruga Wagnera bila na Catalina Islandu. Istraga iz Los Angelesa utvrdila je da se radilo o nesretnom slučaju jer je Wood te noći popila previše alkoholnih pića, iako su se spekulacije o tom događaju nastavile. Autopsija je također otkrila da je njeno tijelo imalo masnice. Navodno je Natalie htjela ili napustiti jahtu ili osigurati kormilo ali se slučajno poskliznula, pala u vodu i utopila. Da stvar bude još čudnija, ona je tijekom cijelog svog života imala fobiju od duboke vode. U tom razdoblju je snimala film “Brainstorm” te se pripremala za kazališnu predstavu “Anastazije”. Njena sestra Lana je 2010. izjavila da vjeruje da se Natalie utopila nedugo nakon svađe s Wagnerom. Ondašnji kapetan broda, Dennis Davern, u svojoj je knjizi Doviđenja, Natalie, doviđenja sjaju također napisao da je glumica poginula nakon svađe sa suprugom.
30 godina kasnije, 18. studenog 2011., američka policija je ponovno otvorila slučaj radi preispitivanja nekih činjenica u svezi njene smrti.
Imala je dvije kćerke; Natasha Gregson Wagner (s Richardom Gregsonom) i Courtney Wagner (s Robertom Wagnerom).

## Izabrana filmografija
- 1947. - Čudo na 34. ulici
- 1947. - Duh i gđa. Muir
- 1955. - Buntovnik bez razloga; Nominacija za Oscara
- 1956. - Tragači
- 1961. - Sjaj u travi; nominacija za BAFTA-u, Oscara i Zlatni globus
- 1961. - Priča sa zapadne strane
- 1962. - Ciganka; Nominacija za Zlatni globus
- 1963. - Ljubav s potpunim strancem; Nominacija za Oscara i Zlatni globus
- 1965. - Unutar Daisy Clover; Nominacija za Zlatni globus

1965. - Velika utrka (The great race)
- 1966. - Zatvaranje pruge; Nominacija za Zlatni globus
- 1969. - Bob i Carol i Ted i Alice
- 1972. - Kandidat
- 1976. - Mačka na vrućem limenom krovu (TV)
- 1979. - Odavde do vječnosti (TV)
- 1979. - Meteor
- 1983. - Brainstorm (objavljen postumno)

## Vanjske poveznice
- IMDb profil
- Misteriozna smrt Natalie Wood  Arhivirana inačica izvorne stranice od 12. studenoga 2017. (Wayback Machine)
- Biografska stranica  Arhivirana inačica izvorne stranice od 20. veljače 2007. (Wayback Machine)
- Fan site  Arhivirana inačica izvorne stranice od 1. veljače 2009. (Wayback Machine)